# エリオット・ネス

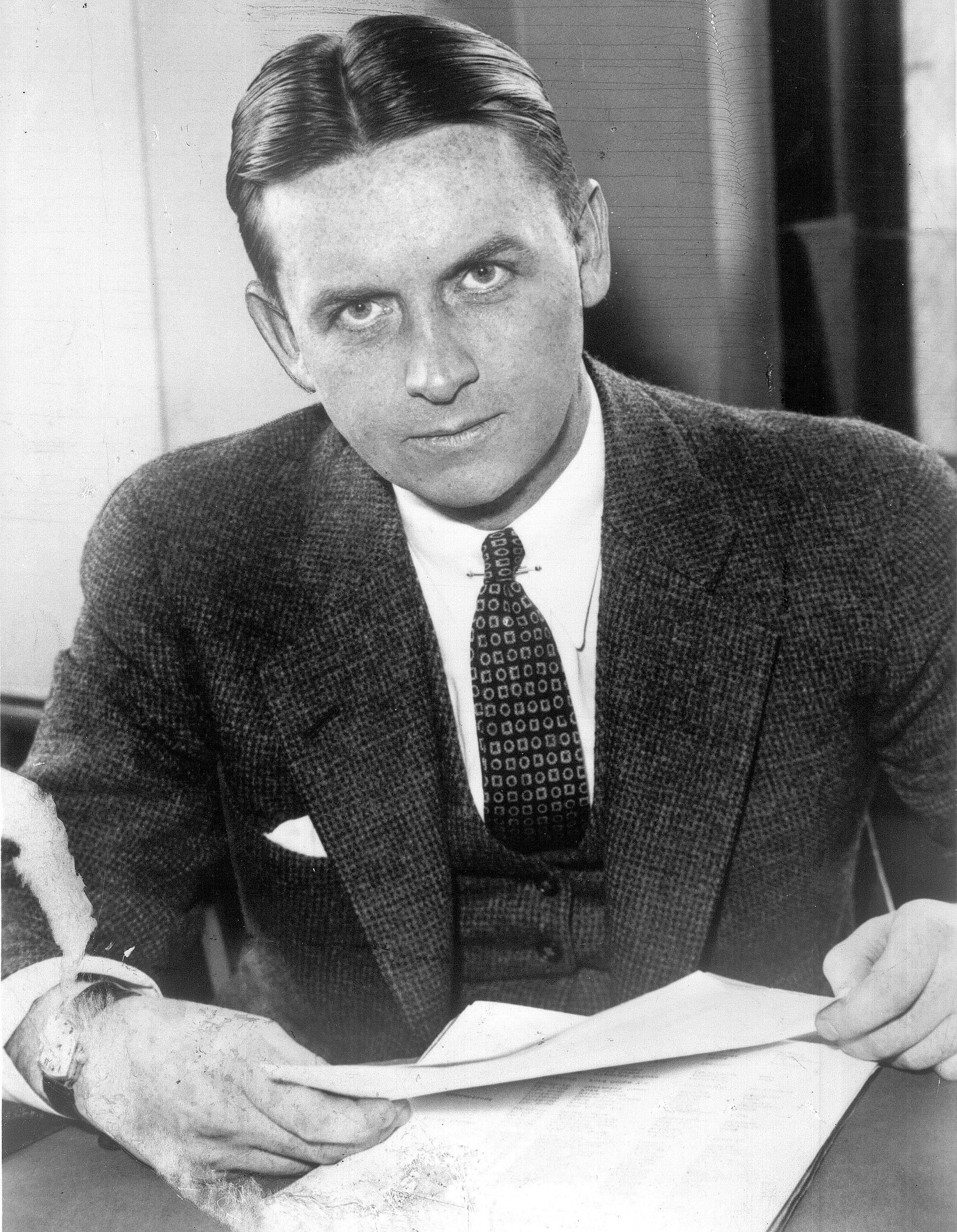
エリオット・ネス

エリオット・ネス（Eliot Ness、1903年4月19日 - 1957年5月16日）は、アメリカ合衆国財務省（のち司法省に移管）の酒類取締局の捜査官。シカゴで巨大な勢力となっていたアル・カポネの犯罪組織を壊滅するため特別捜査班の結成を提言。特別捜査班が組織されるとリーダーとなり、アル・カポネ逮捕に貢献したといわれている。自伝「アンタッチャブル」はベストセラーとなり、同名のテレビドラマが制作されて一大ブームを巻き起こした。

## 経歴

### 若年期
両親はノルウェー移民のピーターとエマ。ネス家はパン屋を経営しており、暮らしは裕福ではなかったが、貧しくもなかった。シカゴ大学で法律・商業を学んで会社の信用調査をしていたが大学に戻って犯罪学の修士をとり成績優秀で卒業。テニスが趣味だった。
1926年、捜査局（現在の連邦捜査局 (FBI)）に勤める義兄の Alexander Jamie から警察関係の仕事に就くよう勧められたため、1927年に財務省酒類取締局に入局。

### カポネとの戦い
ハーバート・フーヴァーは大統領就任後、財務長官アンドリュー・メロンに対しギャングのアル・カポネを摘発するよう厳命した。連邦政府はこれについて、二方向からのアプローチを試みた。すなわち所得税の脱税と、ボルステッド法違反である。ネスは後者、具体的にはカポネの酒の密造と違法流通に関する特別捜査班の編成・統括を任された。目的はカポネの酒の密造と違法流通を摘発し、カポネの収入源を断つことだった。
シカゴ役人ならではの綱紀の緩みのなかで、ネスは酒類取締局の全職員の記録を調べ、信頼に足るチームを作った。当初は50名あったものが、のちに15名、最後には11名に選りすぐられた。違法な蒸留酒製造所や醸造所への手入れが直ちに開始された。6ヶ月のうちに、価値にして100万ドル相当の醸造所を摘発したとネスは主張した。手入れにあたり、主に情報源となったのは広範囲にわたる電話盗聴だった。ネスの部下を買収しようとしたカポネの試みは、ネスに阻まれたうえ公にされ、メディアは彼らに「アンタッチャブル」（手出し出来ない奴ら）という渾名をつけるに至った。ネスは何度か命を狙われ、彼の親友が一人命を落としている。なおカポネとの戦いについては、あくまで彼の自伝にもとづくもので、裏付けがある訳ではない。
自伝では、ネスの妥協ない捜査はカポネを慌てさせたと語られている。これについては、「カポネ側の記録にネスの名前は出て来ない」と懐疑的な意見もあり、一方で「ネスの功績を過小評価すべきではない」と擁護する意見もある。裁判で本命となったのはフランク・ウィルスンやエルマ・アイリー (en) らの脱税捜査チームの方だった。1931年の連邦大陪審で、カポネは22件の脱税、5,000件のボルステッド法違反で告発されると、同年10月17日、脱税証拠22件のうちの5件によって懲役11年刑が宣告され、翌年収監された。ネスの集めた5000件の証拠は最終的にすべて却下され、罪状に無関係だった。ネスの旺盛な摘発行為は、極秘裏に進められた脱税捜査を気付かれないための囮だったと言われた。なお、脱税の決定的証拠となった組織の売上金明細をウィルスンにリークしたカポネ組織のエドワード・J・オヘアは後年、カポネを継いだシカゴギャングに暗殺された。

### カポネ逮捕後
カポネ逮捕後は、FBIの採用を待ったが、ネスの夢はジョン・エドガー・フーヴァー長官に阻まれる。元上司でシカゴ連邦検事のジョージ・E・Q・ジョンソン（George E. Q. Johnson）に推薦状を書いてもらうが、ネスもジョンソンもフーヴァーに嫌われていた。FBIが捕まえられなかったカポネを捕まえたネスたちにフーヴァーが嫉妬していたことも不採用の理由と言われている。
その後はシカゴおよびオハイオ酒類取締局の首席捜査官を歴任し、禁酒法廃止後の1935年12月12日にはクリーブランド地方政府の公共治安本部長に就任した。クリーブランド市はアル・カポネを負かした立役者と喧伝し、新聞の見出しにもなる。当時のクリーヴランドはギャングスター天国だった。ナイトクラブや賭博場の手入れを演出し、再び人気者になり、警察や消防の汚職一掃を陣頭指揮したが、当時発生していた「キングズベリー・ランの屠殺者（Mad Butcher of Kingsbury Run）」とよばれる悪名高き連続猟奇殺人事件を解決できず、そのことになると記者からの質問をはぐらかした。この事件は引退後も捜査し続けていた。また、犯行を事前に防ぐという名目で、治安が悪くホームレスなどが居住している一帯を焼き払っている。1938年には妻のエドナと離婚し、彼の評価は下落した。1938年後半、エヴァリン・マカンドールズ（Evaline Michelow）とケンタッキー州のグリーナップで極秘に結婚式を挙げた。1942年に飲酒運転で当て逃げ事故を起こし、治安本部長職を辞任。
ワシントンD.C.へ移って連邦政府で働いたのち、1944年に公職を辞して民間警備会社の会長職に就く。1946年1月31日、“ベティ”エリザベス・アンダースン（Elizabeth Anderson Seaver）と結婚する。ネスは3回目の結婚。息子を1人、養子に迎えた。1947年にクリーブランド市長に立候補し出馬するが、民主党候補の現職のトーマス・A・バーク（Thomas A. Burke）の3倍の選挙資金を集めながら、ネスの2倍近い票を集めたバークに惨敗する。
1951年、警備会社の会長職を解任されると電気部品のセールスマンや本屋の店員などを転々としながら地元の酒場に入り浸り、借金生活を送ったが、1953年、特殊紙材メーカーの職を得て収入を取り戻すと再び酒場に入り浸った。酒場では好んで密輸取締り時代の武勇伝を地元の客に語って聞かせたという。
1956年、当時UPI通信のスポーツライターだったオスカー・フレイリー（Oscar Fraley）に仕事関係の友人を通じて知り合い、武勇伝を披露する。興味を持ったフレイリーが、「カポネを追いつめた話を本にしてはどうか」と勧めたところ、ネスは「あなたが書いてくれないか」と応じた。自伝の題名は「The Untouchables」（ジ・アンタッチャブル）に決まり、ネスへのインタビューと彼が保管していた資料に基づき、フレイリーが執筆した。1957年、この本が出版される直前にネスは心臓発作で亡くなった。遺体はクリーブランドのレイクビュー墓地に埋葬された。ネスの遺した負債は、「アンタッチャブル」の印税により返済されたという。

## ネスの虚像と実像
- オスカー・フレイリーの小説「アンタッチャブル」を元に多くのTVドラマや映画が製作されたが、ネスがギャングの牙城に突進して派手な銃撃戦を行ったり、カポネを監獄送りにしたのをネス一派の功労のおかげとするなど多くの脚色がなされ、現実のネスとは程遠い[5][6][7][8][9]。なお「アンタッチャブル」シリーズ日本語版のあとがきによれば、真偽のほどは不明だが、テレビの「アンタッチャブル」が人気を集めている頃、国外を転々としていたニューヨークのギャング、チヤーリー・ラッキー・ルチアーノがホテルのボーイに「エリオット・ネスとは一体どういう人間か知ってるかね」と尋ねたという。
- 正義感は人一倍強かったが、ワーカホリックのため結婚生活は長続きせず、また生涯を通じて重度のアルコール依存症だったため、選挙に出馬しても世間の支持を得ることができなかった[10]。